# Colobotettix
Colobotettix är ett släkte av insekter som beskrevs av Ribaut 1948. Colobotettix ingår i familjen dvärgstritar.
Släktet innehåller bara arten Colobotettix morbillosus.

## Bildgalleri

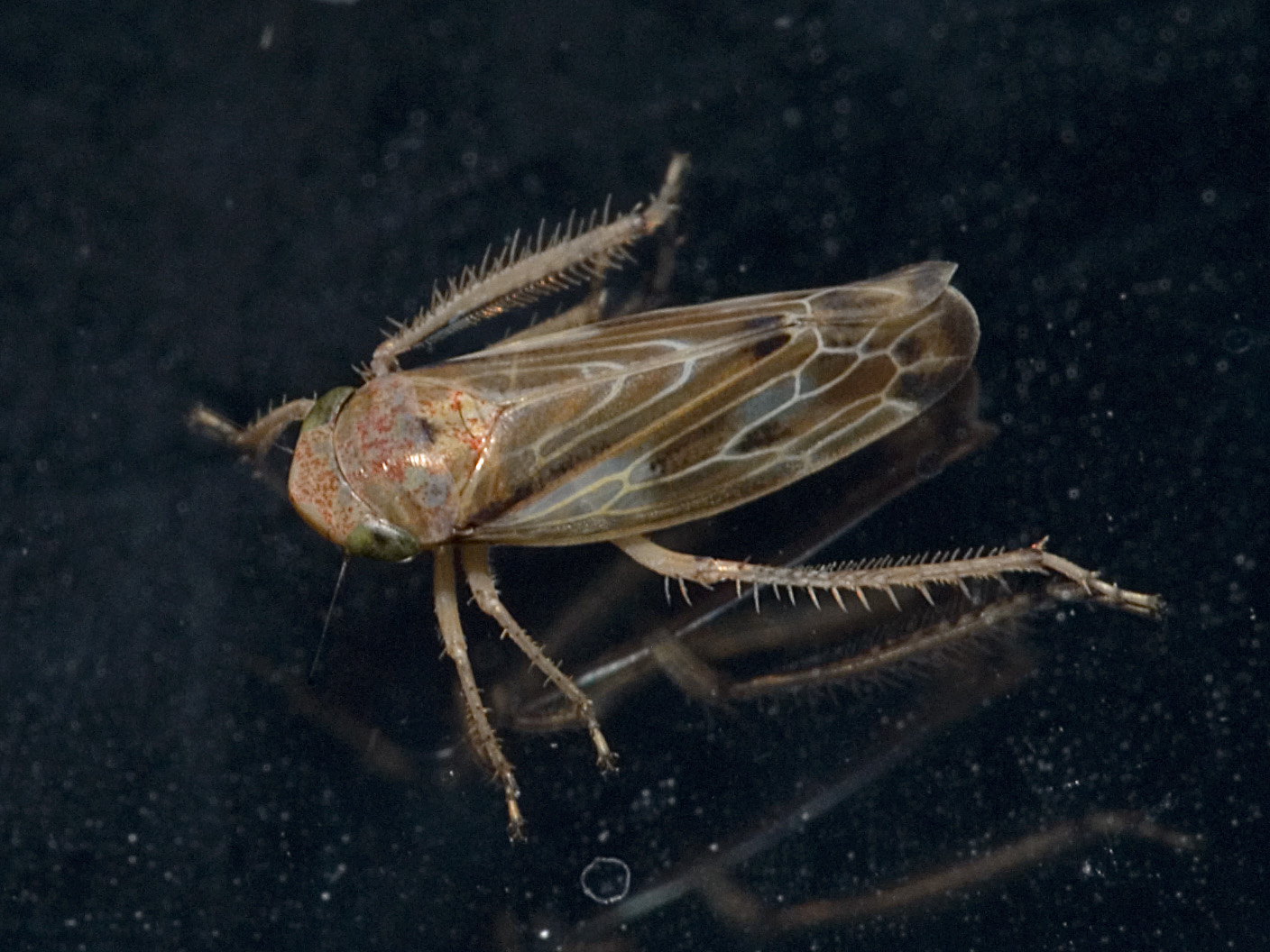
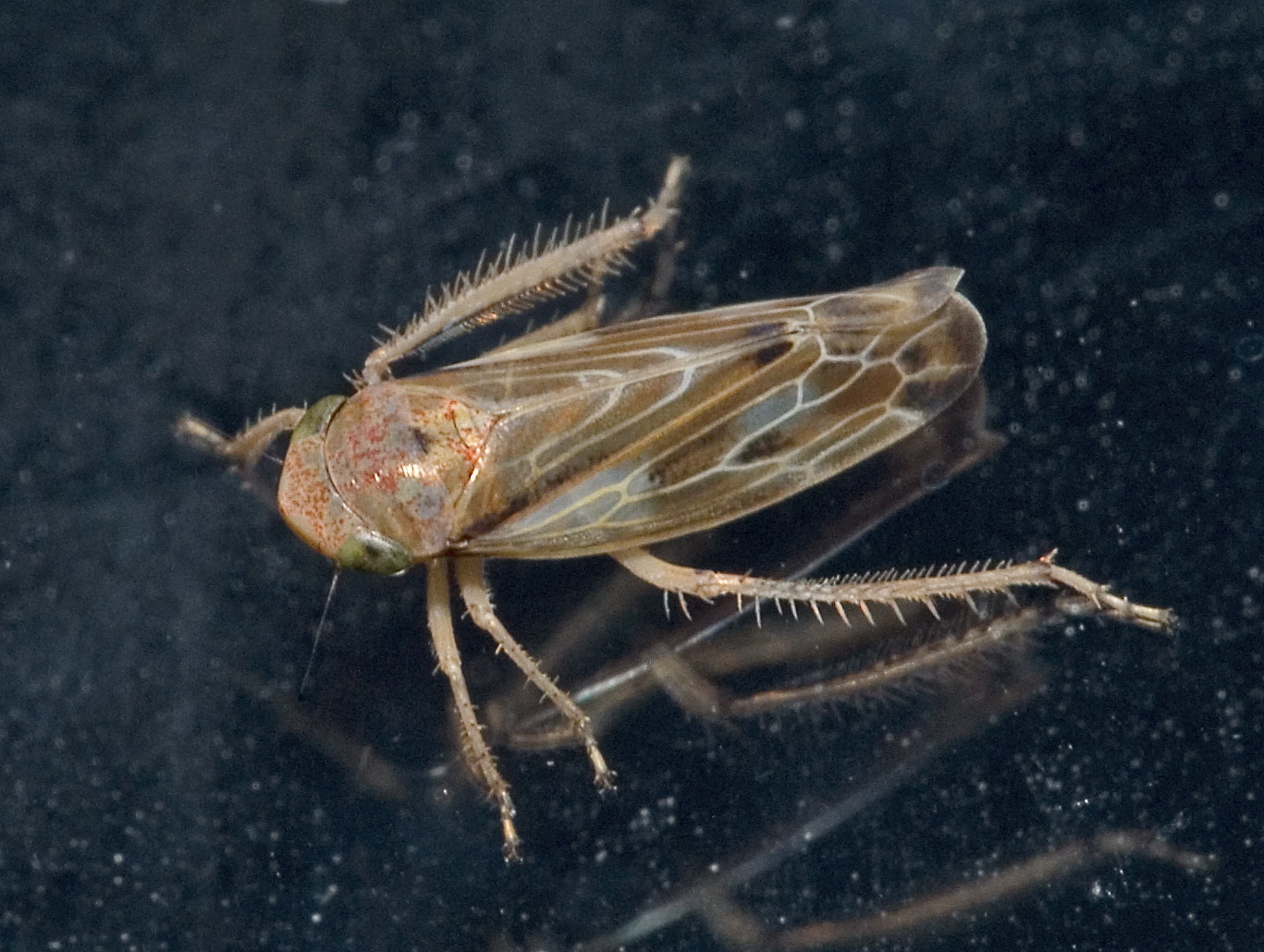